# Anisacanthidae
Az Anisacanthidae a rovarok (Insecta) osztályához és a botsáskák (Phasmatodea) rendjéhez tartozó család.

## Rendszerezés
A családba az alábbi alcsaládok és nemek tartoznak:
- Anisacanthinae
  - Anisacantha
  - Paranisacantha
  - Parectatosoma
  - Somacantha
- Leiophasmatinae
  - Amphiphasma
  - Leiophasma
- Xerantherinae
  - Archantherix
  - Cenantherix
  - Parorobia
  - Xerantherix